# ГЕС П'єдра-дель-Агіла
ГЕС П'єдра-дель-Агіла (ісп. Embalse de Piedra del Águila) — гідроелектростанція в центральній Аргентині на межі провінцій Неукен та Ріо-Негро. Знаходячись між ГЕС Алікура (вище за течією) та ГЕС Пічі-Пікун-Леуфу, входить до складу каскаду на річці Лімай, яка є правим витоком Ріо-Негро (впадає в Атлантичний океан за 250 км на південь від Баїя-Бланки).
У межах проєкту річку перекрили бетонною гравітаційною греблю висотою 172 метри та довжиною 820 метрів, яка потребувала 2,8 млн м3 матеріалу. Вона утримує велике водосховище з площею поверхні 292 км2, глибиною від 41 до 120 метрів та об'ємом 12,4 млрд м3.
Пригреблевий машинний зал обладнали чотирма турбінами типу Френсіс потужністю по 356 МВт, які при напорі 108 метрів забезпечують виробництво 5,5 млрд кВт·год електроенергії на рік.